# Monivea
Monivea (Muine Mheá en gaélique), est un village dans le Comté de Galway, en Irlande. Monivea est connue pour sa grande forêt, pour un édifice appelé Monivea Castle (le château de Monivea), aujourd'hui partiellement en ruine, et pour un mausolée bien préservé. Le château et le mausolée furent construits par une famille protestante, la famille Ffrench. La famille Ffrench fut aussi à l'initiative des espaces verts au centre du village.
La forêt, le mausolée et le château furent cédés à l'État par le dernier descendant des Ffrench, la forêt appartient à la Coillte (anciennement l'Irish Forestry Commission, qui gère les forêts d'Irlande).

## Jumelage
Monivea est jumelée avec la commune de Tréméven dans le Finistère en Bretagne.